# 事故耐性燃料
事故耐性燃料 (じこたいせいねんりょう、英: Accident tolerant fuel、ATF) は、全電源喪失等の過酷な状況が発生した場合においても、炉心溶融のようなシビアアクシデントに進展しない、またはシビアアクシデントへの進展を大幅に遅らせるような核燃料である。ATFの概念は米国エネルギー省が提唱したもので、2011年3月の福島第一原子力発電所事故を契機として開発が始まった。これは、燃料被覆管や燃料ペレットに新素材や新技術を適用して燃料集合体の放熱性・耐熱性・化学的安定性を高めることにより、設計基準事象を超える事故で能動冷却が失われた場合であっても破局的な事態に至らないようにすることを目標としている。第一の目標は燃料被覆管のジルコニウムと冷却水の反応により水素が生じることを防ぐことで、これは原子炉圧力容器や原子炉格納容器を破壊し、炉内物質を環境中に撒き散らす恐れのある水素爆発が起こる可能性を減じることに繋がる。一方、燃料集合体の放熱性・耐熱性・化学的安定性の向上は、通常運転時においても高燃焼度化 (燃料交換周期の延伸) や高発熱化 (電気出力向上) に寄与し、経済面でもメリットがある。2019年現在、フラマトム、GE日立ニュークリア・エナジー/グローバル・ニュークリア・フュエル、ウェスチングハウスの3社が米国エネルギー省から資金供与を受けて開発を進めている。米国エネルギー省はATF燃料棒をノルウェーのハルデンにあるハルデン炉やアイダホ国立研究所にある高性能試験原子炉および過渡反応炉試験施設 (TREAT)で試験する予定である。また、一部の電力事業者が ATF の先行発注を行っている。
また、ロシアのロスアトムも独自に ATF のコンセプトに基づく次世代型燃料集合体の開発を進めている他、中国でも候補材料の照射試験が行われている。日本でも資源エネルギー庁の主導により実用化評価研究が行われている。

## フラマトム
フラマトムはクロム被覆ジルカロイ製燃料被覆管とクロミア添加燃料ペレットを組み合わせた燃料の開発を進めている。クロムの耐食性により気体状の核分裂生成物の閉じ込め能力が向上し、燃料ペレットと燃料被覆管の相互作用も軽減されると見込まれている。同社は米国原子力規制委員会に新型燃料の認可申請を行っており、2018年中の認可取得を予定している。また、炭化ケイ素繊維強化炭化ケイ素複合材製燃料被覆管の研究開発も行っており、2022年ごろにクロミア添加燃料ペレットと組み合わせた燃料棒の炉内試験を行う計画である。2018年6月には、アイダホ国立研究所の高性能試験原子炉に試験用燃料棒26本が装荷され、炉内照射試験が開始された。この試験に続いて、過渡反応炉試験施設で事故時を模擬した試験が行われる予定である。また、2019年春からジョージア州のボーグル原子力発電所2号機に装荷することが計画され、同年4月3日から運転に入った。
2018年9月には、エンタジーが同社の保有するアーカンソー・ニュークリア・ワン原子力発電所向けにクロム被覆燃料被覆管を発注した。これは2019年後半に炉内に装荷される予定である。
また、2019年5月には、2025年2月にエクセロンが保有するカルバート・クリフス原子力発電所にクロム被覆燃料被覆管とクロミア添加燃料ペレットを適用した燃料集合体2体を装荷する予定であることが発表された。

## GE日立ニュークリア・エナジー
GE日立ニュークリア・エナジーは傘下のグローバル・ニュークリア・フュエルと共同で、従来型の二酸化ウランペレットに組み合わせるフェライト系/マルテンサイト系合金鋼製燃料被覆管 (鉄-クロム-アルミニウム系、Fe-Cr-Al) である IronCrad を開発している。合金鋼はジルカロイよりも高温時の強度に優れ、核分裂により生じるガスの閉じ込め性も良好な上、事故時に水と反応して水素を生じることもない。
この他、従来のジルカロイ製燃料被覆管についても、耐フレッティング性や酸化耐性を高める新規コーティング ARMOR を開発している。
グローバル・ニュークリア・フュエルは、2018年頭にATFプロジェクトで初となる商用炉での実用試験に向けて照射試験用燃料集合体を出荷した。これはサザン・ニュークリアのエドウィン・I・ハッチ原子力発電所1号機に装荷され、同年3月4日から運転が再開された。ARMORを適用したジルカロイ製燃料被覆管の実用試験も同時に行われている。
2020年2月26日には規定の照射サイクルを終えた試験用燃料集合体が取り出されたことが発表された。試験用燃料集合体はオークリッジ国立研究所で分析される。
さらに、2020年1月にはエクセロンが所有するクリントン原子力発電所に IronCrad 燃料棒が装荷されたことが発表された。

## ウェスチングハウス
ウェスチングハウスも米国エネルギー省からの資金供与により ATF の開発を進めており、ジェネラル・アトミクスや米国エネルギー省傘下の国立研究所の他、電気事業者のサザン・ニュークリアやエクセロンとパートナーシップを結んでいる。2017年6月には実製品となる EnCore の市場投入を発表した。
EnCore は燃料ペレットに二酸化ウランよりも体積あたりのウラン含有量が20%高く、5倍の熱伝導率を持ちながら、二酸化ウランよりも中性子照射による劣化が少ないケイ化ウラン (U3Si2) を採用している。ウェスチングハウスは高いウラン含有量により燃料交換周期が延長できるだけでなく、高い熱伝導率により炉心での熱効率が改善されるため発電コストの低減に貢献するとしている。
EnCore の商用化は二段階で進められ、第一段階では燃料ペレットのみ変更して燃料被覆管を従来通りのジルカロイ製としている。ただし、化学的安定性を高めるため、表面に薄いクロムのコーティングが施されている。このコーティングにより、冷却材喪失事故で燃料棒が1,300-1,400度の高温水蒸気に曝されるような状況への耐性を高めている。2019年9月11日には、エクセロンが保有するバイロン原子力発電所2号機に第一段階の EnCore の試験用燃料集合体 2体が装荷されたことが発表された。燃料集合体は最長6年間炉心に留め置かれ、18ヶ月から24ヶ月ごとの燃料交換に合わせて検査が行われる。その後、燃料の一部は運転中の安全限界を決めるための過渡試験に回され、得られたデータは米国原子力規制委員会が燃料を認可するための資料として活用される予定である。
第二段階では燃料被覆管材料が融点2,800度で耐熱性が極めて高い炭化ケイ素繊維強化炭化ケイ素複合材に変更される。ウェスチングハウスはこれにより安全性が格段に向上し、核燃料におけるゲームチェンジャーになるとしている。2022年には試験用燃料集合体での炉内試験を行い、2027年には炉心全体に EnCore を装荷できるようにすることを目指している。
一方でケイ化ウラン製燃料ペレットなど、新素材の採用により製造面で様々な課題がある他、中性子経済性にやや劣り、ウラン含有率が高いにもかかわらず濃縮度を5 %以上に高めなければならない可能性も出てきている。

## ロスアトム
ロスアトム傘下の核燃料製造会社である TVEL は2020年代初頭に ATF の供給を始める計画である。TVEL はロスアトムが建設したロシア型加圧水型原子炉 (VVER) だけでなく、西側諸国の加圧水型炉用にも ATF の開発を進めており、2019年1月28日からディミトロフグラードにある原子炉科学技術研究所の研究炉 MIR に燃料集合体のプロトタイプを装荷して試験が行われている。この試験では、燃料ペレット2種 (二酸化ウランとウラン・モリブデン合金)、燃料被覆管2種 (クロム被覆ジルカロイとクロム・ニッケル合金)を用意して、それぞれを組み合わせた合計4通りの燃料棒を計24本作った上で、それを2体の燃料集合体に収めている。試験で取得したデータから特性が優れた組み合わせを選び出した上で、商用炉での試験を行う予定である。2019年10月31日には第1段階の照射試験が完了して一部の燃料棒が取り出されたが、被覆管やコーティング、燃料棒の形状に変化はみられなかった。取り出した燃料棒の代わりに新品の燃料棒を取り付けて照射試験が続行される。TVELは、自社の ATF では燃料ペレットと燃料被覆管の両方が変わることを示唆している。